# Marie Ernestina z Eggenbergu
Marie Ernestina z Eggenbergu, v českém prostředí také Marie Arnoštka z Eggenberka (1649, Brusel – 3. dubna 1719 Vídeň), byla česká šlechtična z rodu Schwarzenbergů, manželka Jana Kristiána I. z Eggenbergu a jediná vévodkyně krumlovská vládnoucí samostatně, po jejíž smrti přešel majetek české větve Eggenbergů na Schwarzenbergy. Se svým manželem se zasloužila o první barokní přestavbu Českého Krumlova.

## Život
Narodila se v Bruselu roku 1649 jako nejstarší dcera diplomata Jana Adolfa I., prvního knížete ze Schwarzenbergu, a hraběnky Marie Justiny ze Starhemberka. Její otec v té době pobýval ve Španělském Nizozemí po boku tamního místodržícího arcivévody Leopolda I. Viléma jako jeho poradce a důvěrník. V roce 1653 se rodina přestěhovala do Čech a v roce 1660 Jan Adolf I. získal jako vyrovnání dluhů panství třeboňské, čímž započala 400letá přítomnost rodu Schwarzenbergů v jižních Čechách.
Třebaže byl její budoucí choť Jan Kristián I. z Eggenbergu prvorozeným synem knížete Jana Antonína I. a tedy i dědic celého eggenberského panství, byl nucen, v rámci urovnání sporů, polovinu majetku postoupit svému mladšímu bratrovi Janu Seyfriedovi, čímž se eggenberský rod dočasně rozdělil na větev českou a štýrskou. Jako prostředník mezi znepřátelenými Eggenbergy působil právě Mariin otec Jan Adolf I. ze Schwarzenbergu, díky čemuž se budoucí manželé potkali.
Svatba proběhla 21. února roku 1666 ve Vídni a Marie Arnoštka následně odešla do Českého Krumlova ke dvoru svého manžela, který se tam po předání štýrských panství bratrovi rozhodl přesídlit. Oba manželé se v novém českém prostředí dobře etablovali a rozhodli se z Krumlova vytvořit velké representativní sídlo, pročež zahájili první barokní přestavbu krumlovského zámku. Mimo jiné bylo založeno první barokní divadlo, francouzská zahrada a stálá zámecká kapela. Manželé na svůj dvůr zvali významné malíře a architekty, rozšiřovali obrazové sbírky a zámeckou knihovnu. Dvůr krumlovských vévodů byl tak v následujících letech pozvednut na vysokou kulturní úroveň podobně jako v dobách vlády Viléma z Rožmberka, kterou pak opět překonal až Josef I. Adam ze Schwarzenbergu.
Ačkoliv bylo manželství šťastné, dokonce se mu dostalo označení „Láska mezi anděly“ a trvalo přes 40 let, bylo bezdětné. Po smrti Jana Kristiána I. roku 1710 proto přešel vévodský titul na jeho bratra Jana Seyfrieda ze Štýrska, zatímco Marie Arnoštka zdědila manželův majetek a zůstala na Krumlově pod podmínkou, že po její vlastní smrti přejde jihočeské panství na představitele štýrské větve Eggenbergů, tedy Jana Seyfrieda nebo jeho potomky. Ten však sám po třech letech zemřel, následně i jeho syn a v roce 1717 i jeho vnuk. Dědictví po Janu Kristiánovi I. tak přešlo trvale na Marii Arnoštku. Ta za svého univerzálního dědice následně ustanovila synovce Adama Františka ze Schwarzenbergu, čímž po její smrti v roce 1719 přešel celý majetek české větve Eggenbergů na Schwarzenbergy.
Marie Arnoštka se během svého života naučila plynně hovořit pěti jazyky, mezi nimiž však čeština chyběla. Pro svůj intelekt a sečtělost bývala nazývána druhou Pallas Athénou. Mimo jiné přeložila z francouzštiny do němčiny 14 Senecových listů.

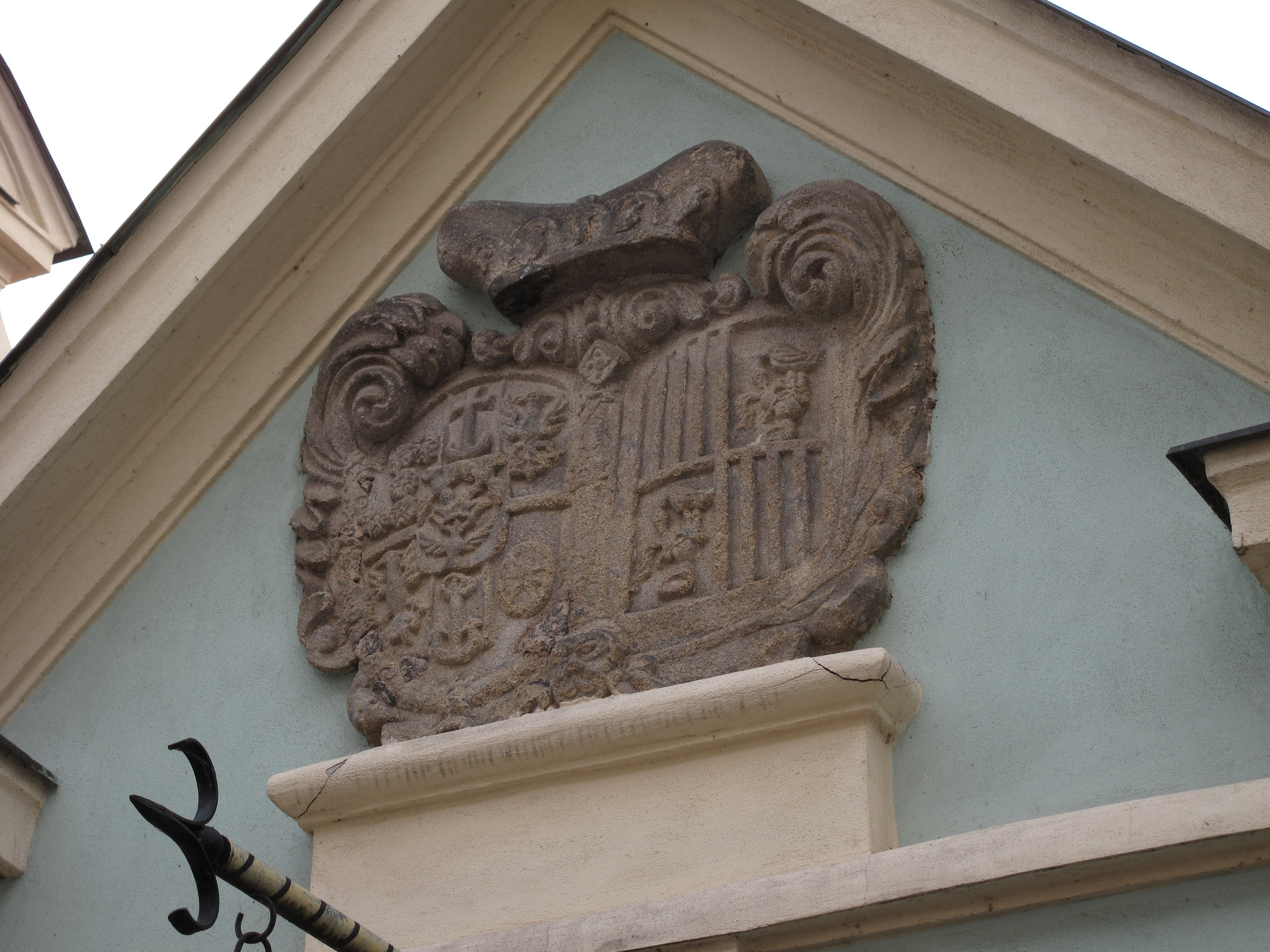
Alianční erb Marie Arnoštky a Jana Kristiána